# Cantón de Saint-Avold-2
El cantón de Saint-Avold-2 era una división administrativa francesa, que estaba situada en el departamento de Mosela y la región de Lorena.

## Composición
El cantón estaba formado por cinco comunas, más una fracción de la comuna que le daba su nombre:
- Carling
- Hombourg-Haut
- Lachambre
- L'Hôpital
- Macheren
- Saint-Avold (fracción)

## Supresión del cantón de Saint-Avold-2
En aplicación del Decreto nº 2014-183 de 18 de febrero de 2014,el cantón de Saint-Avold-2 fue suprimido el 22 de marzo de 2015 y sus 6 comunas pasaron a formar parte; cinco del nuevo cantón de Saint-Avold y una del nuevo cantón de Freyming-Merlebach.